# 志水結美
志水 結美（しみず ゆみ、10月27日 - ）は、日本の女性声優。東京都出身。EARLY WING所属。以前はドワンゴアーティストプロダクションに所属していた。

## 主な出演作品

### テレビアニメ
- おねがい♪マイメロディ きららっ★（2008年、トウ）

### ゲーム
2010年
- fortissimo//Akkord:Bsusvier（相楽苺）

2011年
- fortissimo EXA//Akkord:Bsusvier（相楽苺）
- 魔界戦記ディスガイア4（ネコマタ）

2013年
- Caladrius（ソフィア・フルカネルリ）※ダウンロードコンテンツで登場[2]。
- ギンガフォース（マーガレット[3]）

2014年
- Kadenz fermata//Akkord：fortissimo（相楽苺[4]）
- Caladrius BLAZE（ソフィア・フルカネルリ[5]）

#### オンラインゲーム
- Wonderland ONLINE（シフロ）

### ドラマCD
- リーマン戦隊タカナシレンジャー（アイ）